# Shahrukh Murtazaev
Shahrukh Murtazaev(n. 25 iunie 1994, Xorazm Region⁠(d), Uzbekistan) este un producător uzbec care a lucrat în film, teatru și televiziune. A primit numeroase premii printre care două Premii RizaNova, două Premiul cheie de aur, precum și nominalizări la trei Premii Oltin Kabutar.

## Biografie
Shakhrukh Davronbekovich Murtazaev s-a născut pe 25 iunie 1994 în Khorezm într-o familie de fermieri, iar în 2010-2013 a studiat la un colegiu profesional din Urganch. După ce a absolvit facultatea, a intrat la Institutul de Stat de Artă și Cultură din Tashkent.

## Cariera
Înainte de a deveni producător, Shokhrukh și-a început cariera creativă în grupul KVN „West” în 2010. În 2016, a părăsit grupul „Vest”, iar în același an, Shokhrukh a început să producă pe canalul MTV. În timpul carierei sale la MTV, a prezentat proiectul „7 - Studio” și acest proiect a avut un mare succes, iar Shahrukh a promovat multe sezoane ale acestuia. Acest proiect a fost nominalizat la premiul „Qoltin Kalit” drept „Cel mai bun spectacol”. După câțiva ani de muncă de succes pe canalul TV, Shokhrukh Murtazayev a fost invitat la proiectul „Hello social media” în calitate de producător șef. Drept urmare, au fost create peste 10 seriale în „Salom social media” sub conducerea lui Shakhrukh Murtazayev. Printre aceștia, serialul „Maktab” a devenit foarte popular în rândul tinerilor. În 2021, Kazakhistanlok împreună cu creatorii au produs serialul „Fara Tashkentsky” bazat pe evenimentele anilor 90. Javahir Zakirovn l-a invitat la personajul principal din serialul „Fara Tashkentsky” Această propunere a lui Shahrukh a adus un mare succes seriei. Serialul TV „Fara Tashekntisky” a câștigat multe premii și nominalizări. În 2022, Shakhrukh a lansat serialul TV „Hello Oijon” și acest serial a fost bine primit și de publicul uzbec. Anul acesta a fost lansat un alt serial TV „Meni Sev” și acest serial a fost foarte popular în Uzbekistan. A adus un mare succes lui Shokhrukh și a primit mai multe nominalizări și premii. De asemenea, serialele TV „Oliftaxon”, „Surdik”, „Școala 2”, „Tashkent 94” au ocupat un loc adânc în inimile publicului.

## Filmografie
Mai jos este o listă ordonată cronologic a filmelor în care a apărut Shahrukh Murtazaev.
| An   | Calificare             | Árbitra |
| ---- | ---------------------- | ------- |
| 2015 | 7 - Studio             |         |
| 2017 | Qoltin Kalit           |         |
| 2018 | Oliftaxon              |         |
| 2019 | Istanbullik Milliarder | [ 7 ]   |
| 2020 | Surdik                 |         |
| 2021 | Maktab                 |         |
| 2021 | Fara Tashkentsky       | [ 8 ]   |
| 2022 | Meni Sev               | [ 9 ]   |
| 2022 | Hello Oijon            |         |
| 2023 | Toshkent 94            |         |
| 2023 | Maktab 2               |         |

## Premii și nominalizări
| An   | Răsplată             | Categorie                                      | Film             | Rezultat     |
| ---- | -------------------- | ---------------------------------------------- | ---------------- | ------------ |
| 2015 | Oltin Kabutar        | Un bun producător de emisiuni TV               | 7 - Studio       | Câștigat     |
| 2015 | Premiile M TV        | Cel mai bun producător de spectacole al anului | 7 - Studio       | Câștigat     |
| 2017 | Premiile M TV        | Cel mai bun producător de spectacole al anului | Oltin kalit      | Câștigat     |
| 2018 | Premiile RizaNova    |                                                | Oliftaxon        | Nominalizare |
| 2021 | Premiile RizaNova    | Cel mai bun producător de film al anului       | Maktab           | Câștigat     |
| 2021 | Premiul cheie de aur | Cel mai bun producător de film al anului       | Maktab           | Nominalizare |
| 2021 | Premii de film       | Cel mai bun producător de film al anului       | Fara Tashkentsky | Nominalizare |
| 2021 | Premiul cheie de aur | Cel mai bun producător de film al anului       | Fara Tashkentsky | Câștigat     |
| 2021 | Premii de film       | Cel mai bun producător de film al anului       | Surdik           | Nominalizare |
| 2022 | Premii de film       | Cel mai bun producător de film al anului       | Hello Oyijon     | Câștigat     |
| 2022 | Premiile RizaNova    | Cel mai bun producător de film al anului       | Meni Sev         | Câștigat     |
| 2022 | Premiul cheie de aur | Cel mai bun producător de film al anului       | Meni Sev         | Câștigat     |